# Ветрано, Леоне
Леоне Ветрано (Leone Vetrano; ок. 1165—1206) — генуэзский корсар, сеньор Корфу (1199—1206).
Родился в Генуе в сицилийско-генуэзской дворянской семье.
Избрав морскую карьеру, организовал собственный флот на службе Генуэзской республики (4 галеры).
Вступил в союз с адмиралом Сицилийского королевства Маргарито да Бриндизи и женился на его дочери. После смерти тестя (1197) на правах наследника захватил часть его владений, в том числе остров Корфу (в 1199 году), порты которого сделал базой своего флота. В ходе одной из морских экспедиций также завоевал город Метони в Пелопоннесе.
После захвата Константинополя крестоносцами (1204) политическая ситуация в Греции в корне изменилась. В 1205 году венецианский адмирал Джакомо Морозини по пути в столицу Латинской империи (на одном из его кораблей находился первый католический патриарх Константинополя) высадился на острове и объявил Корфу владением республики. Но после отплытия его кораблей местные жители восстали, и Леоне Ветрано восстановил свою власть.
В 1206 году венецианский флот под командованием Реньеро Дандоло захватил Корфу. Леоне Ветрано укрылся в Метони, но был схвачен. Его привезли на Корфу и подвергли казни через повешение вместе с 60 сторонниками.
В 1207 году Венеция разделила остров на 10 сеньорий, которые передала в лен с условием ежегодной уплаты 500 гиперпиров.
В 1214 году Корфу завоевал деспот Эпира Михаил I Комнин Дука.